# Oecobius similis
Oecobius similis är en spindelart som beskrevs av Kulczynski 1909. Oecobius similis ingår i släktet Oecobius och familjen Oecobiidae. Inga underarter finns listade i Catalogue of Life.